# バドロル・バクティアル
バドロル・バクティアル（マレー語: Baddrol Bakhtiar、1988年2月1日 - ）は、マレーシアの元サッカー選手。元マレーシア代表。現役時代のポジションはMFで主に右サイドを務めるが、左サイドも熟す事が出来る選手である。

## クラブ歴
2005年にケダFAのプレジデンツカップチームに加入。2006年のスカン・マレーシアではスターティングイレブンに名を連ね、銀メダルを獲得した。この大会での活躍によって彼は2006年11月にプロ契約を締結した。
2006-07シーズンが彼の初シーズンとなったが、右ウィンガーとしてはソレヒン・カナシアン・アブドゥッラー、左ウィンガーとしてはモハマド・キリル・ムヒミーン・ザンブリとポジション争いをすることとなった。だが、翌シーズンにソレヒン・カナシアン・アブドゥッラーがライバルのプルリスFAに移籍すると、モハマド・アズラーイ・コル・アブドゥッラー監督の下レギュラーに定着、持ち前の技術で相手ディフェンダーを脅かすようになった。この2007-08シーズンには合計14得点を挙げ、そのうち8得点がマレーシア・スーパーリーグで、ピアラFAマレーシア、マレーシアカップ、AFCカップでそれぞれ2点を獲得した。
その後2011シーズンにはリーグで10得点しクラブ得点王に輝いた。また、トレンガヌFA戦ではミドルシュートを決めた。

### トライアル
U-20代表として臨んだチャンピオンズ・ユース・カップでの活躍によって2008年4月6日にはギフテッド・グループのジョナサン・プライスによって彼とモハマド・ブンヤミン・ウマルは2週間のチェルシーFCのトライアルを受ける事となった。ここではショーン・ライト＝フィリップス、タル・ベン・ハイム、スティーヴ・シドウェル、ニコラ・アネルカらと共にトレーニングを行った。
2011年8月にはウィガン・アスレティックFCが彼にトライアルをオファーしたとの報道が流れたが、公式からの発表は無かった。後にこれは単なる噂であった事が判明した。

## 代表歴
彼とアブドゥル・ハディ・アブドゥル・ハミド、モハマド・サブレ・マット・アブー、モハマド・キリル・ムヒミーン・ザンブリ、ムハンマド・シャーフィク・ジャマル、モハマド・ブンヤミン・ウマルは2005年に初めてU-20代表に招集された。彼は12月12日に行われたAFCユース選手権2006予選のミャンマー代表戦で初出場し、この試合は4-2の勝利に終わった。しかし2006年10月30日に行われたAFCユース選手権2006本戦の第1戦ではベトナム代表相手にオウンゴールを献上し、1-2で敗北した。その後のチャンピオンズ・ユース・カップにも出場し、この大会で良好なパフォーマンスを見せた彼はチェルシーFCのトライアルを受ける事となった。
U-23代表としては2009年東南アジア競技大会に参加し3得点、マレーシアの優勝に貢献した。その後2011年東南アジア競技大会にも出場し、この時は主将を務め3得点の活躍をし連覇に貢献した。
A代表初出場は2009年8月12日のケニア代表戦であった。初得点は2009年11月18日のウズベキスタン代表戦であった。

## 個人
彼の親はヌグリ・スンビラン州の出身であるが、彼自身はケダ州の出身である。

## 個人成績
代表での得点一覧
| #        | 日附           | 場所                                                 | 対戦相手         | 得点     | 結果     | 大会                                   |
| U-23代表 | U-23代表       | U-23代表                                             | U-23代表         | U-23代表 | U-23代表 | U-23代表                               |
| -------- | -------------- | ---------------------------------------------------- | ---------------- | -------- | -------- | -------------------------------------- |
| 1.       | 2009年12月2日  | ヴィエンチャン・ニュー・ラオス・ナショナルスタジアム | 東ティモール     | 2–0      | 11–0     | 2009年東南アジア競技大会               |
| 2.       | 2009年12月14日 | ヴィエンチャン・ニュー・ラオス・ナショナルスタジアム | ラオス           | 1–0      | 3–1      | 2009年東南アジア競技大会               |
| 3.       | 2009年12月14日 | ヴィエンチャン・ニュー・ラオス・ナショナルスタジアム | ラオス           | 2–1      | 3–1      | 2009年東南アジア競技大会               |
| 4.       | 2011年10月21日 | ハノイ・ミーディン国立競技場                         | ミャンマー       | 2–1      | 2–1      | VFFカップ2011                          |
| 5.       | 2011年10月23日 | ハノイ・ミーディン国立競技場                         | ベトナム         | 1–1      | 1–1      | VFFカップ2011                          |
| 6.       | 2011年11月9日  | ジャカルタ・ゲロラ・ブン・カルノ・スタジアム         | タイ             | 2–1      | 2–1      | 2011年東南アジア競技大会               |
| 7.       | 2011年11月13日 | ジャカルタ・ゲロラ・ブン・カルノ・スタジアム         | カンボジア       | 2–0      | 4–1      | 2011年東南アジア競技大会               |
| 8.       | 2011年11月13日 | ジャカルタ・ゲロラ・ブン・カルノ・スタジアム         | カンボジア       | 3–0      | 4–1      | 2011年東南アジア競技大会               |
| A代表    |                |                                                      |                  |          |          |                                        |
| 1.       | 2009年11月18日 | シンガポール・シンガポール・ナショナルスタジアム     | ウズベキスタン   | 1–2      | 1–3      | AFCアジアカップ2011予選                |
| 2.       | 2010年2月27日  | クアラルンプール・ブキット・ジャリル国立競技場       | イエメン         | 1–0      | 1–0      | 親善試合                               |
| 3.       | 2011年6月18日  | コタバル・スルタン・モハマド4世スタジアム            | ミャンマー       | 2–0      | 2–0      | 親善試合                               |
| 4.       | 2014年9月20日  | シャー・アラム・シャー・アラム・スタジアム           | カンボジア       | 4–1      | 4–1      | 親善試合                               |
| 5.       | 2015年11月17日 | シャー・アラム・シャー・アラム・スタジアム           | アラブ首長国連邦 | 1–2      | 1–2      | 2018 FIFAワールドカップ・アジア2次予選 |

## タイトル

### クラブ
ケダFA
- マレーシア・スーパーリーグ: 2006-07, 2007-08
- マレーシアカップ: 2007, 2008, 2016
- ピアラFAマレーシア: 2007, 2008, 2017, 2019
- マレーシア・プレミアリーグ: 2005-06, 2015

### 代表
U-23代表
- 東南アジア競技大会: 2009, 2011

A代表
- 東南アジアサッカー選手権

準優勝: 2014